# Hrabia Beauchamp
Baronowie Beauchamp 7. kreacji (parostwo Zjednoczonego Królestwa)
- 1806–1816: William Lygon, 1. baron Beauchamp

Hrabiowie Beauchamp 1. kreacji (parostwo Zjednoczonego Królestwa)
- 1815–1816: William Lygon, 1. hrabia Beauchamp
- 1816–1823: William Beauchamp Lygon, 2. hrabia Beauchamp
- 1823–1853: John Reginald Pyndar, 3. hrabia Beauchamp
- 1853–1863: Henry Beauchamp Lygon, 4. hrabia Beauchamp
- 1863–1866: Henry Lygon, 5. hrabia Beauchamp
- 1866–1891: Frederick Lygon, 6. hrabia Beauchamp
- 1891–1938: William Lygon, 7. hrabia Beauchamp
- 1938–1979: William Lygon, 8. hrabia Beauchamp